# Flash & Dash
Flash & Dash (雷速登闪电冲线３S, Léi sù dēng shǎndiàn chōng xiàn sānP) è una serie animata cinese del 2012, prodotta da Alpha Culture Ltd e terza serie del franchise Flash & Dash.
In Italia è andata in onda su Super! dal 15 luglio 2013.

## Trama
Carson e Issac sono due ragazzi appassionati di corse di auto radiocomandate. Mentre il primo compete per seguire le orme paterne, il secondo cerca di scoprire il motivo per cui Elvin, la leggenda della velocità, ha abbandonato il mondo delle corse tre anni prima. In seguito, i due s'iscrivono alla gara mondiale di auto radiocomandate.

## Personaggi
Carson (连城S, Lián ChéngP)
Ha 14 anni ed è nato il 21 agosto. È il campione nazionale e la sua macchina è la Storm Blade. È molto calmo, ha grande stima di sé ed è intelligente, ma anche viziato; vive con il padre Liam, mentre la madre è morta quando era piccolo. Nel corso della serie, quando la Storm Blade si rompe, Liam gli costruisce una nuova macchina, la Tornado Roar. In seguito, forma con Issac la squadra Tornado Mirage.
Doppiato da Jacopo Calatroni (italiano).
Issac (程小熙S, Chéng XiǎoxīP)
Ha 10 anni ed è nato il 10 ottobre. Considerato il miglior pilota della regione, i suoi genitori sono spesso in viaggio all'estero per lavoro e lui vive fin da piccolo con la nonna, alla quale vuole molto bene. Aiutando spesso la donna, non ha tanti amici; è molto orgoglioso. La sua macchina, la X Wind, regalatagli dalla nonna, viene distrutta da Carson nel primo episodio, ma sostituita con la Flash Mirage, una macchina speciale progettata apposta per Elvin. Quando la Flash Mirage si rompe, Liam gli costruisce una nuova macchina, la Thunder Mirage. In seguito, forma con Issac la squadra Tornado Mirage.
Doppiato da Simone Lupinacci (italiano).
Mina (叶敏S, Yè MǐnP)
Ha 14 anni ed è nata l'11 giugno. Il miglior tecnico della scuderia, la sua macchina è la Sonic Blaster. È vivace e allegra, e ha un forte interesse per la struttura delle auto radiocomandate.
Doppiata da Stefania De Peppe (italiano).
Elvin (袁涛S, Yuán TāoP)
Ha 25 anni ed è nato il 13 novembre. È un grande pilota, detto la leggenda della velocità, ritiratosi dal mondo delle corse tre anni prima dell'inizio della storia dopo essere stato squalificato per essere arrivato in ritardo alla finale. Sempre tre anni prima, ha incontrato Issac e l'ha salvato da alcuni ragazzi che lo trattavano male; nell'evitare che l'auto del bambino cadesse in mare, però, si è fatto male a un braccio. La sua macchina è la Icicle Strike.
Doppiato da Alessandro Capra (italiano).
Liam (连一S, Lián YīP)
Ha 34 anni ed è nato il 1º gennaio; è il padre di Carson, serio e rigoroso. Era un pilota e tre anni prima dell'inizio della storia ha vinto il campionato perché Elvin si è presentato in ritardo alla finale e per questo è stato squalificato. Da allora ha lasciato il mondo delle corse, ma continua a progettare macchine, tra le quali la Storm Blade e la Flash Mirage. La sua macchina è la Silver Light.
Doppiato da Marcello Cortese (italiano).
Jiro Miyamoto
Ha 14 anni ed è un pilota giapponese, che ha conosciuto Carson tre anni prima ed è diventato suo amico. In seguito alla sconfitta di suo padre, anch'egli pilota, nel corso di una gara, ha giurato vendetta e ora durante le corse danneggia le auto altrui. La sua macchina è la Silver Wolf. Nel corso della serie, forma con Kim la squadra dei Lupi Artici.
Doppiato da Mattia Bressan (italiano).
Herman (洪都拉S, Hóng Dū LāP)
Ha 14 anni e viene dalla Malesia, dove ha vissuto solo pochi anni. Aiuta la madre a gestire l'hotel di famiglia, mentre il padre è morto dopo il loro arrivo in Cina. La sua macchina è la Meteor Fire, un tempo appartenuta a Elvin e regalatagli proprio da quest'ultimo. Dice ai suoi amici di essere un allievo di Elvin, anche se non è vero. Alla fine delle qualificazioni, torna in Malesia, promettendo d'incontrare nuovamente Issac e Carson ai mondiali. Nel corso della serie, forma con Chet la squadra del Pipistrello.
Doppiato da Maurizio Merluzzo (italiano).
Kim (金成慧S, Jīnchéng HuìP)
Ha 14 anni ed è una pilota sud coreana, cresciuta, però, in Cina, dove ha frequentato le elementari nella stessa classe di Mina e della quale è diventata la migliore amica. Tiene un comportamento innocente, ma in realtà è sleale e usa ogni mezzo per vincere: vuole, infatti, primeggiare al campionato per spronare la sorella maggiore, feritasi gravemente a una gamba durante le prove di Formula 1, ad affrontare la fisioterapia e sottoporsi alle cure. Quando la sorella le comunica di aver deciso di curarsi, Kim le promette che da quel momento giocherà sempre in modo leale. La sua macchina è la Tai Chi Master. Nel corso della serie, forma con Miyamoto la squadra dei Lupi Artici.
Doppiata da Federica Simonelli (italiano).
Chet (查查S, Chá CháP)
Ha 15 anni ed è un pilota thailandese di Formula 1. Arrogante, all'inizio considera le auto radiocomandate solo dei giocattoli. La sua macchina è l'Aurora. Nel corso della serie, forma con Herman la squadra del Pipistrello.
Doppiato da Ruggero Andreozzi (italiano).
Mike (麦克安S, Màikè ĀnP)
Ha 17 anni ed è un pilota europeo. La sua macchina è la Wind Chaser. Forma con Jack la squadra dei Cacciatori.
Doppiato da Federico Viola (italiano).

## Episodi
La sigla cinese è composta e cantata da Lu Wentao, con testo di San Benmu. La sigla italiana, Flash and Dash, è scritta e cantata da Marcello De Toffoli, e registrata e mixata al Blue Light Studio.
Gli episodi mandati in onda in Italia non corrispondono perfettamente a quelli originali, che sono stati tagliati e rimontati, mantenendo comunque la giusta sequenza delle scene, arrivando così ad avere una storia più veloce in 26 episodi, anziché 40.
Episodi originali
| Nº | Cinese 「Caratteri」               | In onda | In onda |
| Nº | Cinese 「Caratteri」               | Cina    |         |
| 1  | 「车神袁涛之“瞬间闪移”绝技」       | 2012    |         |
| 2  | 「飓风刃与幻影雷凌之战」           | -       |         |
| 3  | 「踏上世界大赛的征途」             | -       |         |
| 4  | 「赛手！战车！同行吧！」           | -       |         |
| 5  | 「银电赤狼的利爪」                 | -       |         |
| 6  | 「受伤的幻影雷凌」                 | -       |         |
| 7  | 「银电赤狼的复仇」                 | -       |         |
| 8  | 「什么是赛车手的意义」             | -       |         |
| 9  | 「为友谊押上命运一战」             | -       |         |
| 10 | 「展翅吧！飓风刃！」               | -       |         |
| 11 | 「极速传说再现！」                 | -       |         |
| 12 | 「车神之传人的秘密！」             | -       |         |
| 13 | 「洪都拉的冠军承诺！」             | -       |         |
| 14 | 「燃烧吧！疾焰流星！」             | -       |         |
| 15 | 「弯道王者幻影雷凌」               | -       |         |
| 16 | 「喜遇儿时好友太极旋风」           | -       |         |
| 17 | 「断崖风波是敌是友？」             | -       |         |
| 18 | 「连城之漫长的坡道！」             | -       |         |
| 19 | 「友情真相大考验」                 | -       |         |
| 20 | 「赛手之醒悟」                     | -       |         |
| 21 | 「向危机边缘进发」                 | -       |         |
| 22 | 「无相极光闪耀登场」               | -       |         |
| 23 | 「无相极光的所向披靡」             | -       |         |
| 24 | 「改装赛车风驰电挚」               | -       |         |
| 25 | 「飓风刃与幻影雷凌最后一战」       | -       |         |
| 26 | 「重生吧，风影组合！」             | -       |         |
| 27 | 「以团队的名义」                   | -       |         |
| 28 | 「抛开顾虑，向前冲！」             | -       |         |
| 29 | 「绝境中迸发！成长为真正的战士」   | -       |         |
| 30 | 「跟随光明，一起前进吧！」         | -       |         |
| 31 | 「组队上路，车神、传说大联手」     | -       |         |
| 32 | 「不可战胜的神秘飞鹰队」           | -       |         |
| 33 | 「重拾信心特训开始！」             | -       |         |
| 34 | 「真相大白，被揭开的伤疤」         | -       |         |
| 35 | 「团结的友谊，胜利大反击！」       | -       |         |
| 36 | 「起跑线后的犹豫」                 | -       |         |
| 37 | 「风影重组，新车神的崛起！」       | -       |         |
| 38 | 「团队对决，队友们冲线吧！」       | -       |         |
| 39 | 「突破极限！新老一代车神大决战！」 | -       |         |
| 40 | 「起点与终点，征途不息！」         | -       |         |

Episodi italiani
| Nº | Titolo italiano                   | In onda           | In onda |
| Nº | Titolo italiano                   | Italiano          |         |
| 1  | Il nuovo re delle corse           | 15 luglio 2013    |         |
| 2  | Miraggio di luce                  | 16 luglio 2013    |         |
| 3  | Per la gara mondiale              | 17 luglio 2013    |         |
| 4  | Vendetta                          | 18 luglio 2013    |         |
| 5  | Tu sei mio amico                  | 19 luglio 2013    |         |
| 6  | Un nuovo viaggio                  | 22 luglio 2013    |         |
| 7  | Il segreto di Herman              | 23 luglio 2013    |         |
| 8  | La verità                         | 24 luglio 2013    |         |
| 9  | Colpo del miraggio                | 25 luglio 2013    |         |
| 10 | Amica o nemica?                   | 26 luglio 2013    |         |
| 11 | La cospirazione                   | 29 luglio 2013    |         |
| 12 | Prova d'amicizia                  | 30 luglio 2013    |         |
| 13 | La realizzazione                  | 31 luglio 2013    |         |
| 14 | Il pilota di formula uno          | 3 settembre 2013  |         |
| 15 | L'aurora volante                  | 4 settembre 2013  |         |
| 16 | La sfida sul circuito             | 5 settembre 2013  |         |
| 17 | Non sono solo                     | 6 settembre 2013  |         |
| 18 | Gioco di squadra                  | 9 settembre 2013  |         |
| 19 | L'imbattibile squadra dell'Aquila | 10 settembre 2013 |         |
| 20 | Dietro la maschera                | 11 settembre 2013 |         |
| 21 | Essere uniti                      | 12 settembre 2013 |         |
| 22 | L'insicurezza di Issac            | 13 settembre 2013 |         |
| 23 | La nuova squadra                  | 16 settembre 2013 |         |
| 24 | Vinciamo insieme                  | 17 settembre 2013 |         |
| 25 | Superare i limiti                 | 18 settembre 2013 |         |
| 26 | Vittoria!                         | ottobre 2013      |         |